# Naturschutzgebiet Das Alte Moor bei Drispeth
Koordinaten: 53° 45′ 56,8″ N, 11° 22′ 9″ O
Das Naturschutzgebiet Das Alte Moor bei Drispeth ist ein 13 Hektar umfassendes Naturschutzgebiet in Mecklenburg-Vorpommern drei Kilometer westlich von Zickhusen. Der namensgebende Ort Drispeth befindet sich einen Kilometer nordöstlich. Die Unterschutzstellung erfolgte am 22. März 1982 mit dem Zweck, ein Hochmoor mit offenen Wasserflächen, Verlandungsbereichen und Bruchwäldern zu schützen und zu entwickeln.
Der aktuelle Gebietszustand wird aufgrund der abgeschiedenen Lage als gut eingeschätzt. Benachbarte Grünlandbereiche werden regelmäßig gemäht, so dass Nährstoffeinträge in das Moor eingeschränkt werden. Das Naturschutzgebiet beherbergt mit den Arten Graugans, Rothalstaucher, Zwergtaucher, Bekassine, Krickente, Schellente, Tüpfelralle und Beutelmeise eine reiche Brutvogelfauna. Das Naturschutzgebiet ist Bestandteil des FFH-Gebietes Wald- und Kleingewässerlandschaft Dambecker Seen und Buchholz.
Der Weg von Dambeck nach Alt Meteln ermöglicht sehr gute Einblicke in die Flächen. Unweit östlich schließt das Naturschutzgebiet Dambecker Seen an.